# اديسون بلباو زاراتي
اديسون بلباو زاراتي (بالإسبانية: Edison Bilbao)‏ (3 يونيو 1987 بسانتياغو في تشيلي - ) هو لاعب كرة قدم تشيلي في مركز الوسط. لعب مع نادي بالزان وNew York Cosmos (2010) ‏ وQormi F.C. ‏.

## روابط خارجية
- اديسون بلباو زاراتي على موقع قاعدة بيانات كرة القدم.إي يو (الإنجليزية)
- اديسون بلباو زاراتي على موقع Soccerway.com (الإنجليزية)